# Ratpenat nassut vietnamita
El ratpenat nassut vietnamita (Murina tubinaris) és una espècie de ratpenat de la família dels vespertiliònids que es troba a Laos, l'Índia, Myanmar, el Pakistan, Tailàndia i el Vietnam.